# اندرد
اندرد (به فرانسوی: Andard) یک کمون در فرانسه است که در Canton of Angers-Trélazé واقع شده‌است.

## خصوصیات
اندرد ۱۱٫۹۹ کیلومترمربع مساحت و ۲٬۴۹۱ نفر جمعیت دارد و ۲۴ متر بالاتر از سطح دریا واقع شده‌است.